# Z tyłu głowy
Z tyłu głowy (zapis stylizowany: Z TYŁU GŁOWY) – drugi singel polskiego piosenkarza Sobla z jego trzeciego albumu studyjnego, zatytułowanego Napisz jak będziesz. Singel został wydany 13 marca 2025.
Kompozycja znalazła się na 38. miejscu listy OLiA, najczęściej odtwarzanych utworów w polskich rozgłośniach radiowych. Nagranie otrzymało w Polsce status złotego singla, przekraczając liczbę 62 500 tysiąca sprzedanych kopii.

## Geneza utworu i historia wydania
Utwór napisali i skomponowali Szymon Sobel i Szymon Frąckowiak, który również odpowiada za produkcję utworu.
Singel ukazał się w formacie digital download 13 marca 2025 w Polsce za pośrednictwem wytwórni płytowej Def Jam Recordings w dystrybucji Universal Music Polska. Piosenka została umieszczona na trzecim albumie studyjnym Sobla – Napisz jak będziesz.

## „Z tyłu głowy” w stacjach radiowych
Nagranie było notowane na 38. miejscu w zestawieniu OLiA, najczęściej odtwarzanych utworów w polskich rozgłośniach radiowych.

## Teledysk
Do utworu powstał teledysk w reżyserii samego piosenkarza i Michała Radziejewskiego, który udostępniono 14 marca 2025 za pośrednictwem serwisu YouTube.

## Lista utworów
- Digital download[2]

1. „Z tyłu głowy” – 2:50

## Notowania

### Pozycje na listach sprzedaży
| Kraj   | Lista (2025)             | Najwyższa pozycja |
| ------ | ------------------------ | ----------------- |
| Polska | Billboard Poland Songs   | 2                 |
| Polska | OLiS – single w streamie | 3                 |

### Pozycja na liście airplay
| Kraj   | Lista (2025)                   | Najwyższa pozycja |
| ------ | ------------------------------ | ----------------- |
| Polska | OLiS – oficjalna lista airplay | 38                |

## Certyfikaty
| Kraj          | Certyfikat  | Sprzedaż |
| ------------- | ----------- | -------- |
| Polska (ZPAV) | złota płyta | 62 500+  |